# Ettenstatt
Ettenstatt ist eine Gemeinde im mittelfränkischen Landkreis Weißenburg-Gunzenhausen, Bayern.

## Geografie

### Geografische Lage

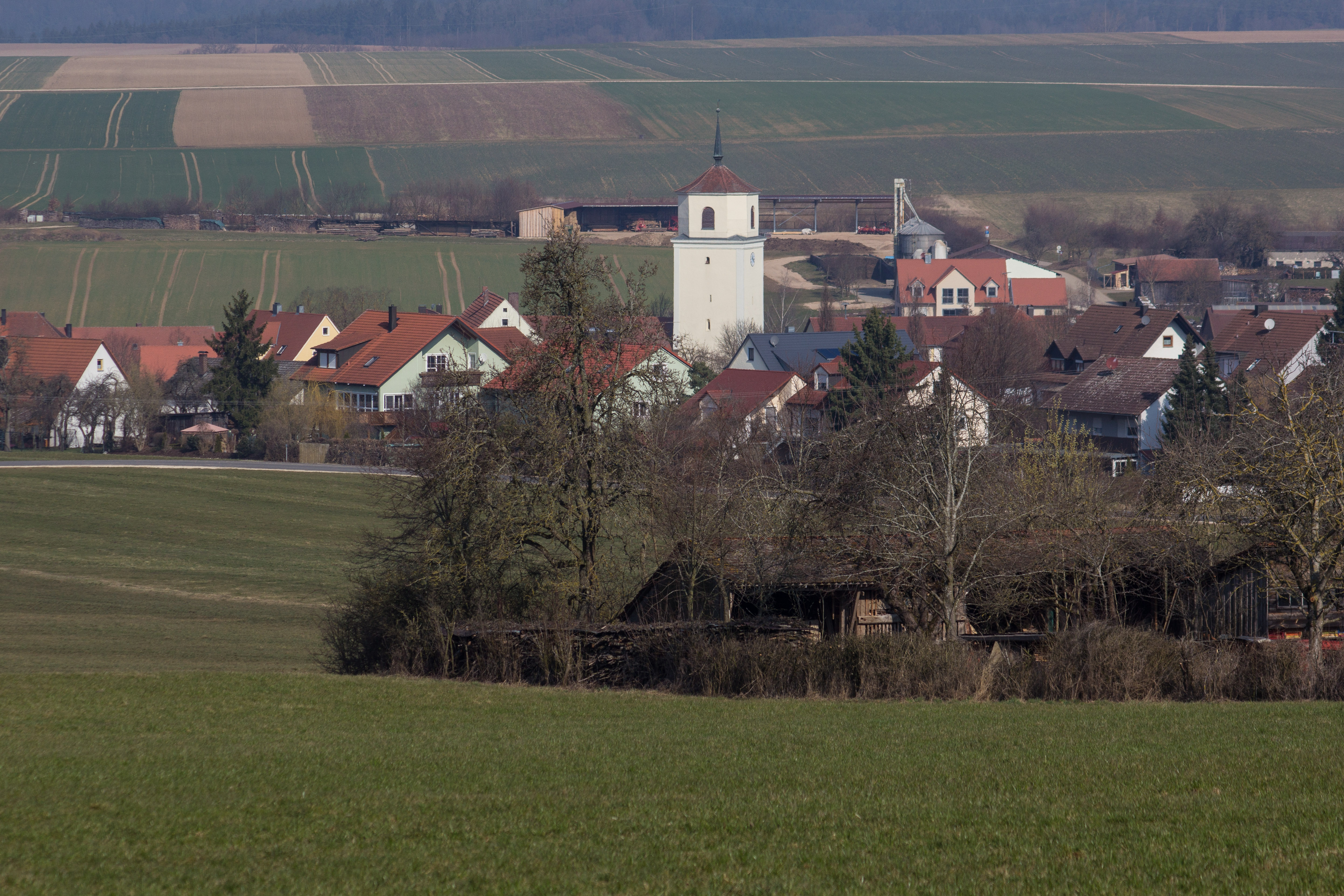
Ettenstatt Dorf, Ansicht von Süden

Der Ort Ettenstatt liegt in der Region Westmittelfranken im Nordosten des Landkreises Weißenburg-Gunzenhausen an der Nordkante der Weißenburger Alb, einem Höhenzug der Fränkischen Alb, rund 8 km nordöstlich der Kreisstadt Weißenburg. Nürnberg befindet sich rund 50 km weiter nördlich. Der Ort liegt im Tal des Felchbaches, der im Osten zum Steilabfall der Alb führt. Innerhalb des Gemeindegebiets wird der Felchbach vom Gallersbach, dem Ringelbach, dem Bruckbach, dem Ettenbach, dem Moorholzgraben und dem Rohrbach gespeist. In der Gemeinde liegen mehrere Quellen. Das Gemeindegebiet ist von einer hügeligen Offenlandschaft mit Wiesen und Feldern geprägt; im Osten befinden sich einige Waldgebiete. Nördlich des Ettenstätter Kernorts führt die Staatsstraße 2389 hindurch. Südlich von Ettenstatt liegt beim Gemeindeteil Hundsdorf das Naturschutzgebiet Märzenbecherwald bei Ettenstatt, bei Rohrbach befindet sich eine Steinerne Rinne.
Die Nachbargemeinden sind:
|           | Pleinfeld, Heideck                          |            |
| Höttingen | Kompassrose, die auf Nachbargemeinden zeigt | Bergen     |
|           | Weißenburg in Bayern,                       | Burgsalach |

### Gemeindegliederung
Die Gemeinde hat 10 Gemeindeteile (in Klammern ist der Siedlungstyp angegeben):
- Auhof (Einöde)
- Burg (Dorf)
- Enhofen (Dorf)
- Ettenstatt (Pfarrdorf)
- Hundsdorf (Dorf)
- Kruglmühle (Einöde)
- Reuth unter Neuhaus (Kirchdorf)
- Rohrbach (Dorf)
- Wolfsmühle (Einöde)
- Wöllmetzhofen (Dorf)

Auf dem Gemeindegebiet gibt es die Gemarkungen Ettenstatt, Hundsdorf und Reuth unter Neuhaus. Die Gemarkung Ettenstatt hat eine Fläche von 7,573 km². Sie ist in 781 Flurstücke aufgeteilt, die eine durchschnittliche Flurstücksfläche von 9696,84 m² haben. In ihr liegen neben dem namensgebenden Ort die Gemeindeteile Burg, Enhofen, Kruglmühle und Wöllmetzhofen.

## Geschichte

### Bis zur Gemeindegründung
Ettenstatt wurde im Jahr 985 in einer Schenkung des späteren Kaisers Otto III. erstmals urkundlich erwähnt. Die Kirche war im 12. Jahrhundert Sitz eines Dekans. 1480 wurde die Pfarrkirche erbaut und 1750 im barocken Stil umgestaltet. Im Jahr 1818 entstand die politische Gemeinde.

### Eingemeindungen
Im Zuge der Gebietsreform in Bayern wurde am 1. Januar 1973 die Gemeinde Reuth unter Neuhaus eingegliedert. Hundsdorf mit seinen Gemeindeteilen Auhof, Rohrbach und Wolfsmühle kam am 1. Mai 1978 hinzu.

## Religionen
Ca. 95 Prozent der Einwohner sind nominell Christen, davon wiederum etwa 80 % evangelisch-lutherisch.

## Politik
Die Gemeinde ist Mitglied der Verwaltungsgemeinschaft Ellingen.

### Gemeinderat
Die Wahlen seit 2008 führten zu folgenden Sitzverteilungen im Gemeinderat:
|      | Freie Wähler | FWG Hundsdorf-Rohrbach | FWG Reuth unter Neuhaus | Gesamt  |
| 2008 | 5            | 2                      | 1                       | 8 Sitze |
| 2014 | 5            | 2                      | 1                       | 8 Sitze |
| 2020 | 5            | 2                      | 1                       | 8 Sitze |

### Bürgermeister
Wilhelm Maderholz (Freie Wählergemeinschaft Reuth unter Neuhaus) wurde im März 2014 mit 61,76 Prozent der Stimmen zum Ersten Bürgermeister gewählt und 2020 im Amt bestätigt. Vorgängerin Hannelore Betz war nicht mehr angetreten.

### Wappen
| | Blasonierung: „Gespalten von Gold und Schwarz; vorne aus einem grünen Berg wachsend eine grüne Blume mit silberner Blüte, hinten ein linkes silbernes Freiviertel.“ |
| Wappenbegründung: Die linke Hälfte stellt einen Märzenbecher (Frühlingsknotenblume) dar, deren großflächiges Vorkommen im Wald oberhalb des Kernortes (Märzenbecherwald, Märchenwald, auch Moorholz) eine Sehenswürdigkeit des Ortes darstellt. Die rechte Hälfte verweist auf die historische Zugehörigkeit des Ortes zur Herrschaft der Schenken von Geyern und der Markgrafen von Brandenburg-Ansbach. Dieses Wappen wird seit 1971 geführt. | |

### Gemeindepartnerschaften
Seit 1986 verbindet Ettenstatt eine Partnerschaft mit der Ortschaft Razvanje in Slowenien (Stadtteil von Maribor). Beide Orte sind in derselben Urkunde erstmals urkundlich erwähnt (Schenkung von Razvanje/Rosswein durch Kaiser Otto III., ausgestellt in Ettenstatt 985). Ettenstatt hat die Partnergemeinde insbesondere während des Bosnienkrieges unterstützt, als Flüchtlinge von dort in Razvanje untergebracht waren, versorgt und betreut werden mussten. Letzter offizieller Besuch war die Fahrt von Ettenstatter Bürgern zur 1020-Jahr-Feier im Oktober 2005 nach Razvanje.

## Kultur und Sehenswürdigkeiten

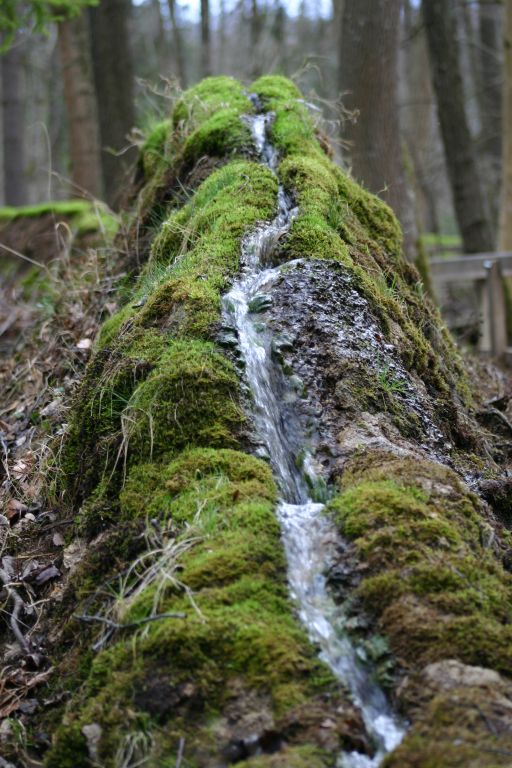
Steinerne Rinne

- Märzenbecherwald, etwa einen Kilometer oberhalb des Kernortes Ettenstatt. Er umfasst einen etwa 500 mal 200 Meter großen Teil eines Laubhochwaldes mit Quellhorizont auf 480 Meter Seehöhe (Naturschutzgebiet). Zur Blütezeit eine touristische Attraktion, fand die Frühlingsknotenblume sogar Aufnahme in das Gemeindewappen.

- Steinerne Rinne bei Rohrbach
- Burgruine Neuhaus

Der historische Ortskern von Ettenstatt steht unter Ensembleschutz.
Kirchen:
- St. Johannis in Ettenstatt (evangelisch-lutherisch)
- St. Marien in Reuth unter Neuhaus (evangelisch-lutherisch)

## Bücherei
- Bücherstube Ettenstatt

## Persönlichkeiten
- Philipp Ernst Spieß (1734–1794), deutscher Historiker, Archivar, Offizier und Publizist